# Hardcore techno
Hardcore Techno ou Hardcore é um espectro e um estilo de música eletrônica moderno que surgiu nos anos 90 na Holanda, geralmente caracterizado por velocidades de 150 batidas por minuto á mais de 200 batidas por minuto e assim por diante com vários padrões na batida.
Geralmente, esse estilo de música é caracterizado pela alta distorção dos tambores (conhecido como BassDrum, o uso de Amen Breaks e samples também é comum nesse estilo. 
Um dos componentes mais característicos do Hardcore Techno/Gabber apareceu pela primeira vez em 1991 na faixa Anasthasia de T99. 
Existem muitas raves conhecidas como Thunderdome, Masters of Hardcore, e entre outros.                                                                             
Na Bélgica, havia clubes de Hardcore conhecidos como Planet Hardcore Club (em Dendermonde), Club X (em Wuustwezel), Cherry Moon, Hardcore Room (em Lokeren), Temple Of House La Bush, Hardcore Room (em Pecq, Esquelmes), La Florida (em Rumes, La Glanerie).
- Breakbeat Hardcore ou Hardcore Breaks
- Artcore
- Dancecore
- J-core
- Dariacore
- Hard NRG
- Hardstyle
- Dubstyle
- Euphoric frenchcore
- Euphoric hardstyle
- Rawstyle
- Trapstyle
- Jumpstyle
- Lento violento
- Mákina
- Acidcore
- Bouncy techno
- Breakcore
- Lolicore
- Raggacore
- Digital hardcore
- Doomcore
- Drum 'n' core
- Frenchcore
- Gabber
- Early hardcore
- Gabber metal
- Mainstream hardcore
- Happy hardcore
- UK hardcore
- Industrial hardcore
- J-core
- Speedbass
- Speedcore
- Extratone
- Flashcore
- Splittercore
- Terrorcore
- Trancecore
- Freeform hardcore
- Hardvapour
- UK hard house
- Hardbass
- Hard techno
- Free tekno
- Jungletek
- Raggatek
- Tribe
- Schranz
- Industrial techno
- Hard trance
- Nu style

1. ↑  [https://partyflock.nl/en/party/186731:Hardcore-2002